# Белолипки (муниципальное образование город Алексин)
Белоли́пки — деревня (бывшее село) в Тульской области России. С точки зрения административно-территориального устройства входит в Спас-Конинский сельский округ, Алексинский район. В плане местного самоуправления входит в состав муниципального образования город Алексин. 

## География
Деревня находится в северо-западной части Тульской области, в пределах северо-восточного склона Среднерусской возвышенности, в подзоне широколиственных лесов,  на правом берегу реки Крушмы в 9 км к востоку от районного центра Алексина. В непосредственной близости от Белолипок расположены: на северо-восток — Даниловка, на юго-запад — Богучарово, на юго-восток — Зелёный Дуб.

### Климат
Климат характеризуется как умеренно континентальный, с ярко выраженными сезонами года. Средняя температура воздуха летнего периода — 16 — 20 °C (абсолютный максимум — 38 °С); зимнего периода — −5 — −12 °C (абсолютный минимум — −46 °С). Снежный покров держится в среднем 130—145 дней в году. Среднегодовое количество осадков — 650—730 мм.

## История
- По дозорной книге 1616 г., писцовой книге 1628 и переписной книге 1646 гг. Белолипки принадлежали вдове (Аграфене Фёдоровне) и наследникам (пасынок Фома и сын Осип Фёдорович) покойного Фёдора Лодыженского вместе с соседней деревней Даниловская (ныне Даниловка)[3],
- однако ближе к концу XVII в. Ладыженские продали сначала часть Белолипок (писцовая книга 1685 г.), а затем и оставшуюся часть села (начало XVIII в.) окольничему Александру Савостьяновичу Хитрово, которому также принадлежали соседние Каргашино и Перешибово; тому также принадлежало Афанасьево[4]:

За околничимъ за Олександромъ Савостьяновичемъ Хитрово въ селцѣ Бѣлалибкѣ 8 дворовъ крестьянскихъ, дворъ бобылской, 2 двора задворныхъ людей; да въ деревнѣ Коргашиной 8 дворовъ крестьянскихъ, 2 двора бобылскихъ, 3 двора задворныхъ людей; да въ деревнѣ Перешибовой дворъ крестьянской, 3 двора задворныхъ людей. 1700 г. генваря въ 22 день у Ѳедора Хитрово даточные взяты въ запискѣ у Алексѣя Юрьева
.
- 1709 (подворная перепись): Белолипки, Каргашино и Перешибово принадлежат вдове Фёдора Александровича Хитрово[5].
- 1720 г. (ландратская ревизия) — Белолипки, Каргашино, Перешибово и Афанасьево перешли в качестве приданого генерал-майору Павлу Ивановичу Егужинскому (Ягужинскому), который незадолго до того женился на дочери Ф. А. Хитрово;[6].
- 1745 г. (ревизия № 2) — поручик Егупов (без Афанасьева),
- 1749 г. (исповедная ведомость) — помещик не указан
- 1768—1769 гг. (исповедные ведомости) — вдова Анна Фёдоровна Юшкова
- 1782 г. (ревизия 4) — девица Наталья Афанасьевна Юшкова
- 1795 г. (ревизия 5) — коллежский асессор Александр Петрович Юшков (приобрёл все три селения у Натальи Юшковой)
- 1811 г. (ревизия 6) Белолипки, Каргашино и Перешибово принадлежат коллежскому асессору Александру Петровичу Юшкову.
- 1816 г. (ревизия 7) — Прасковья Петровна Юшкова (все три селения; в 1820 г. она продаёт часть крестьян в Перешибове Татищевым).

В дальнейшем указанные три селения дробятся между собственниками:
- в 1820-е гг., согласно церковным метрикам, крестьяне Белолипок принадлежали помещицам Дарье и Елене Полевым (жене и дочери коллежского асессора Дмитрия Николаевича Полева), а также Варваре, Наталье и Любови Михайловне Арсеньевым (сёстрам Дарьи).
- 1834 г. (ревизия 8): крестьяне в Белолипках принадлежали помещицам Любови Михайловне Арсеньевой и майорше Елене Дмитриевне Терпигоревой (до замужества Полевой); последняя унаследовала крестьян Арсеньевой после её смерти.
- 1850 и 1858 гг. (ревизии 9 и 10) все крестьяне числятся за Е. Д. Терпигоревой, которой также принадлежало сельцо Пахомово (ныне в Заокском района) и Перешибово.

### Административно-территориальная принадлежность
По подворной переписи 1709 г. село относилось к Конинскому стану Алексинского уезда.
В 1913 г. село относилось к Широносовской волости Алексинского уезда.

### Церковный приход
С XVIII в. к церковному приходу в честь Нерукотворного Образа Спасителя в Белолипках были приписаны также селения Каргашино и Перешибово. Последнее находилась на удалении от прихода, но исторически относилась к нему из-за того, что все три селения с XVII в. и до 1820-х гг. находились во владении одних и тех же помещиков.
В 1804 г. А. Юшков на свои средства построил в селе каменный храм, названный, как и прежний, в честь Нерукотворного Образа Спасителя с тремя алтарями: в честь Успения святой Анны, Чудотворца Николая и святого Симеона Богоприимца и пророчицы Анны. Штат церкви состоял из священника и псаломщика.
С середины XIX в. (около 1860 г.) Перешибово переходит в приход с. Широносово, а с другой стороны, в приход Белолипок переходит близлежащая деревня Даниловка (Спас-Конинской волости).
Приходские священники:
- 1740—1750-е- Иоанн Козмин
- 1760-е — Иоанн Иоаннов
- 1780—1810 — Никита Иванов
- 1810—1830 — Степан Никитин
- 1840 — Фёдор Никитин
- 1850 — Пётр Маркович Владимирский
- 1860—1891 — Василий Иванович Краснов (умер 1891)
- 1893—1900 — Пётр Костромин
- 1900 — Иван Петрович Алферьев (умер 1908)
- 1909- — Михаил Краснов.

## Население
| 1859 | 1915 | 2002 | 2010 |
| ---- | ---- | ---- | ---- |
| 351  | ↗572 | ↘6   | ↗8   |

| Годы      | 1857  | 1859 | 1915 | 2010 |
| --------- | ----- | ---- | ---- | ---- |
| Население | 327 * | 351  | 572  | ↗8   |

* из них 325 чел. — крестьяне крепостные помещичьи
По последней ревизии (1858 г.) в селе было 27 дворов (семейств). В то же время, по церковному учёту, в 1859 году в селе насчитывалось 34 крестьянских двора (вероятно, считались по переписи 1850 г., где числилось больше дворов). В 1915 г. числился 91 двор. Имелась церковно-приходская школа (с 1893)
В конце XIX — начале XX в. в селе числились следующие фамилии (в скобках — № двора по последней ревизии 1858 года): Александров (15), Ахромов, Баранов (25), Белолипецкий, Беляев, Быбин (21), Вакулов/Вуколов (12), Грязнов, Иерусалимов, Ильинский (23), Илюхин, Калмыков (16), Карпухин (10, 11), Качалин (18, 19), Козлов (5), Катьянов/Котьянов/Котеянов/Каптянов (17), Кочетов (7), Крысин (20), Кузнецов, Макаров (6), Мансуров (9, 26), Никитин, Орлов, Рожков, Романов (21, 22), Строгов, Сухотин, Толкачёв (24), Трещов, Трусов, Хованский, Христофоров (4), Хрюкин (8), Чудин (2), Шмаков (3), и ряд других.

### Национальный состав
Согласно результатам переписи 2002 года, в национальной структуре населения русские составляли 100 % из 6 чел.